# 貝可萊爾
貝可萊爾（Peclers）是一家法國的色彩趨勢調查公司，由Dominque Peclers成立於1970年，成立之初將公司定義為風格經紀顧問（Styling Agency），以時裝業為主要服務對象。1998年加入了英美的品牌和趨勢預測團體Fitch，今日Peclers Paris已經從時裝業跨足其他商品，並成為一家全球化的色彩趨勢調查公司。在巴黎員工有65位，全球則有約21位。
2003年貝可萊爾的盈收達1100萬歐元，可說是目前世界上最大的設計趨勢觀察公司，其客戶包含眾多的設計公司、廣告業、汽車品牌和鞋子、化妝品牌。並在中國成立了貝可萊爾中國分公司。由吳雪筠主持。

## 趨勢觀察的項目
- 織品設計：包括有色彩、材料、印花等。
- 流行、內衣、配件（女性、男性及孩童）
- 彩妝與保養
- 居家和環境
- 消費性產品
- 零售業

## 出版產品
該公司每一季都會依不同類別出版19本趨勢報告書，每一本書都有不同的主題，內容有配色，和能夠激發靈感的攝影照片等。由於品質相當精良而且索價不斐, 此趨勢報告的出版占全貝可萊爾年營收約有50%。

## 外部連結
- Peclersparis.com （页面存档备份，存于）－法語、英語網站
- Peclerschina.com－簡體中文網站